# Wildeber
Wildeber, auch Wildewer und Wildifer ist eine Gestalt aus dem Sagenkreis um Dietrich von Bern, der unter anderem durch die Thidrekssaga überliefert ist. 
Nach Jakob Grimm ist der Name aus althochdeutsch wild und pero (Bär) durch Volksetymologie zu Wildeber umgeformt worden.
Die wichtigste Rolle spielt Wildeber in diesen Sagen bei der Befreiung Widgas, der beim Kampf gegen die Wilzen unter König Osantrix wegen der Treulosigkeit seines Waffenbruders Heime in Gefangenschaft geraten ist. Zusammen mit dem Sänger Ilsung zieht er ins Land der Wilzen und tanzt als Bär verkleidet bei Hof. Als der König den Bären hetzen lassen will, tötet Wildeber binnen kurzem zwölf Hunde und erschlägt den König, als der einzugreifen versucht. Danach ist es den beiden Helden ein Leichtes, auch Widga zu befreien. 
Beim Kampf gegen König Isung und seine Söhne, den Dietrich mit seinen Kampfgenossen ausfechten, erleidet er freilich wie die meisten von Dietrichs Gefährten eine Niederlage. 